# Multi-dynamic image technique
Multi-dynamic image technique (deutsch: multidynamische Bildtechnik) ist eine vom kanadischen Filmemacher Christopher Chapman (24. Januar 1927 – 24. Oktober 2015) kreierte Filminnovation, die mehrere Bilder zeigt, die sich gleichzeitig innerhalb des Gesamtbildes verschieben. Diese Bilder enthalten entweder ein einzelnes unabhängiges Bildmotiv oder sind Teil eines größeren Bildes, das von einem weiteren Bild oder mehreren anderen Bildern vervollständigt wird. Hierbei werden zum Teil gleiche Szenen aus unterschiedlichen Perspektiven parallel gezeigt. Das Verfahren wurde erstmals in dem von Chapman hergestellten und im Jahre 1967 erschienenen 18-minutigen Kurzfilm A Place to Stand verwendet, den er für den Ontario-Pavillon auf der Expo 67 in Montreal produzierte.
Diese Bildtechnik hat viele Filme und Fernsehserien inspiriert, vor allem den von Norman Jewison produzierten Film Thomas Crown ist nicht zu fassen aus dem Jahr 1968. Zudem wird der Bildtechnik zugeschrieben, den Grundstein für das IMAX-Format gelegt zu haben.